# Łeknica
Łęknica [wɛŋkˈɲit͡sa] (tiếng Đức: Lucknitz)  là một ngôi làng thuộc khu hành chính của Gmina Barwice, thuộc hạt Szczecinek, West Pomeranian Voivodeship, ở phía tây bắc Ba Lan. Nó nằm khoảng 4 kilômét (2 mi) phía tây bắc Barwice, 26 km (16 mi) về phía tây của Szczecinek và 120 km (75 mi) về phía đông của thủ đô khu vực Szczecin.
Trước năm 1945, khu vực này là một phần của Đức. Đối với lịch sử của khu vực, xem Lịch sử của Pomerania.
Ngôi làng có dân số 470 người.